# Personatges virtuals
Els personatges virtuals són personalitats ficticies mostrades a internet o als mitjans de comunicació com a persones reals. Constitueixen una nova forma de comunicació, una manera novedosa de crear contingut i d'experimentar amb la tecnologia.
Els més recents són els que fan d'influenciadors, que actuen com adolescents utilitzant les xarxes socials. La més coneguda, sens dubte essent Lil Miquela, l'americana amb més d'un milió de seguidors a Instagram. Tot i així, aquest fenomen de personalitats virtuals no és una novetat d'aquests últims anys, hi ha també l'exemple del grup musical Gorillaz, creat el 1998 també com un projecte creatiu.

## Influenciadors virtuals
Els influenciadors virtuals són personatges ficticis que pengen contingut a les xarxes socials com si fossin una persona real, mostrant el seu dia a dia, els productes que utilitzen, els llocs on van, etc., com ho faria un influenciador usual.

### Lil Miquela
Miquela Sousa, més coneguda com a Lil Miquela, és un personatge o com ella mateixa es defineix "robot", de 19 anys originària de California que va sorgir com un projecte d'art digital de Trevor McFedries i Sara Decou. Tot va començar el 2016 amb un perfil d'Instagram, i dos anys més tard Lil Miquela s'ha convertit en el fenomen virtual amb més seguidors d'Instagram (més d'1 milió i mig), on el seu usuari és "lilmiquela". L'agost del 2017 va sortir el seu primer senzill, "Not Mine", convertint-se així també amb una artista musical, tot i que de moment no ha fet cap actuació en directe.
Lil Miquela penja contingut relacionat, entre altres coses, amb la moda i la bellesa, que l'ha portat a col·laborar amb marques com Prada o Ugg. També utilitza les seves xarxes socials per a fer ciberactivisme, participant en campanyes per a motivar als residents dels Estats Units a votar, donant suport al moviment Black Lives Matter, al col·lectiu LGTB, etc.
Forma part d'una start-up anomenada Brud que engloba a Lil Miquela, Blawko i Bermuda, als quals defineixen com "els seus clients". Brud fa referència a la seva funció així: "Construint un món més tolerant mitjançant una comprensió cultural i tecnològica". Està formada per un equip d'artistes, enginyers i activistes basats a Los Angeles.

### Blawko
Blawko o Blawko22 també es defineix a si mateix com a robot, creat virtualment pels mateixos creadors de Lil Miquela amb unes característiques similars. La seva primera publicació a Instagram és del 23 de novembre de 2017, un any després que Lil Miquela. Dins d'una narrativa inventada, Lil Miquela i Blawko són bons amics, es donen suport en les seves pàgines, tenen fotografies junts, etc.
El robot masculí no només penja contingut a Instagram sinó que també té una comunitat de seguidors a Twitter i a Youtube. Al seu canal de Youtube, anomenat "Blawko22", hi penja vídeos nous cada dimecres, on hi apareix ell parlant en una imatge sobreposada de diferents temes d'actualitat o relacionats amb ell mateix. Blawko mai ensenya la seva cara completament, sempre la porta tapada ja sigui en les seves fotografies o en els seus vídeos.
Igual que Lil Miquela i Bermuda, forma part de l'empresa Brud.

### Bermuda
Bermuda o Bermudaisbae és també un avatar creat per TrevorMcFedries sis mesos després que Miquela per a continuar amb el fenomen que havia començat. El seu nom fa referència al Triangle de les Bermudes.
Igual que Miquela, Bermuda aprofita el seu compte per a fer publicitat de marques de bellesa i/o moda. A la seva pàgina també comparteix obertament que està en contra de Hillary Clinton, nega que l'escalfament global sigui real i mostra el seu suport amb Donald Trump.
Aquest abril (2018), a la seva amiga Lil Miquela li van hackejar el compte d'Instagram. Després que es crees una polèmica, es va "descobrir" que havia estat obra de Bermuda. Es creu que tal confrontació es va originar per a publicitar la pàgina d'Instagram de Bermuda, la qual segueix tenint molts menys seguidors (120.000) que la primera creació, Miquela. També, seguint amb les narratives falses en línia, Blawko i Bermuda van tenir una relació amorosa durant la qual penjaven fotografies a Instagram. Quan aquesta va acabar, va crear també moltes discussions i publicacions receloses a les pàgines d'ambdós.

## Artistes Musicals Virtuals
Els artistes virtuals són també personatges digitals ficticis que, en aquest cas, estan relacionats amb el món de la música. Actuen com artistes musicals usuals, treuen música, utilitzen les xarxes socials i inclús tenen gires en les que interpreten la seva música. Aquestes actuacions es duen a terme amb hologrames i/o projeccions en 3D.

### Gorillaz

Logotip oficial de Gorillaz

Gorillaz és un grup musical britànic creat el 1998 per Damon Albarn i Jamie Hewlett, format per quatre personatges ficticis en format de dibuixos animats que resulten en una banda virtual de rock alternatiu.
Amb cinc àlbums publicats des de 2001, han estat guanyadors d'un Grammy a millor col·laboració per la cançó "Feel Good, Inc." i d'un VMA pel millor Breakthrough Video amb la mateixa cançó. També han estat autors de nombroses bandes sonores de pel·lícules com Cloverfield, Males Companyies o Blade II.
El novembre de l'any 2005 van fer la primera actuació amb un holograma 3D de la història als premis MTV de Lisboa, projectant les imatges del grup a l'escenari utilitzant el sistema Musion Eyeliner.

### Hatsune Miku

Logotip oficial de la versió VOCALOID3 de Hatsune Miku

Hatsune Miku és un sintetitzador de veu desenvolupat per Crypton Future Media amb la veu de Saki Fujita. El que va començar com un producte de programari s'ha convertit en una imatge japonesa coneguda i idolatrada a nivell mundial que apareix en més de 100.000 cançons. Hatsune Miku significa "El primer so del Futur" en japonès.
És representada com una noia de 16 anys, amb el cabell blau i una apariencia com d'un personatge d'un manga.
Amb 2,5 milions de seguidors a Facebook, Hatsune Miku ha dut a terme un gira mundial que visita llocs com Indonèsia o Los Angeles, anomenada Miku Expo. Als seus concerts, artistes individuals li creen un repertori que és representat per uns gràfics 3D projectats a l'escenari. Ha col·laborat amb nombrosos artistes, com Lady Gaga o Pharrell Williams, entre d'altres.

## Controvèrsia
Aquestes personalitats han rebut crítiques positives, declarant que són un bon avenç per la tecnologia i una manera creativa de crear entreteniment. En canvi, fent referència als influenciadors, hi ha qui discrepa dient que aquestes figures poden resultar tòxiques, ja que són falses, fictícies i creades artificialment per a ser perfectes i, per tant, representen un ideal estètic i un estil de vida poc realista. Per una altra banda, una altra part del públic creu que un avatar com Lil Miquela resulta una crítica a la societat i a aquells qui l'acusen de no ser real, ja que accions com només ensenyar certes parts de la nostra vida i retocar les fotografies per a assemblar-nos a un cert ideal, són pràctiques que molts usuaris d'Instagram fan.